# マルクス・ヴィニシウス・フェヘイラ・テイシェイラ
マルクス・ヴィニシウス（Marcus Vinicius）ことマルクス・ヴィニシウス・フェヘイラ・テイシェイラ（Marcus Vinicius Ferreira Teixeira、1998年1月24日 - ）は、ブラジル・リオデジャネイロ出身のプロサッカー選手。Jリーグ・FC今治所属。ポジションはフォワード（FW）。
Jリーグでの登録名は2022年はインディオ、2023年からはマルクス・ヴィニシウス。

## 略歴
フィゲイレンセFCの下部組織出身。2016年にU-20チームに昇格すると、コパ・サンタカタリーナ・ジ・フチボウ・サブ20に出場し4試合4得点（うち一つはハットトリック）を記録した。更に、同年のカンピオナート・ブラジレイロ・セリエA第38節スポルチ・レシフェ戦に61分から途中出場しトップチームデビューを果たした。翌年は28試合に出場し2得点を挙げていたが、同年途中よりCAトゥバロンに期限付き移籍、翌年の4月までプレーした後フィゲイレンセFCに復帰、U-23チームで6試合に出場した。
2019年よりADカボフリエンセに加入、11試合に出場した後、4月末にヴォルタ・レドンダFCに期限付き移籍した。2020年からADカボフリエンセに復帰したが、3月7日のカンピオナート・カリオカのAAポルトゥゲーザ戦でレッドカードを貰い退場となったのを最後に出場機会はなく、7月のシーズン終了を以てクラブを退団した。その後CAペナポレンセに加入したが、3試合に出場した後に出場機会を喪失、10月末にカンボリウFC、11月末にブルスキFC、翌年2月中旬にクリシューマEC、7月からは再びカンボリウFCに期限付き移籍と、クラブを転々とした。
その後CAペナポレンセを退団し、2022年からはヘトロFCブラズィウでプレーすることとなったが、同年のカンピオナート・ペルナンブカーノ開幕直後にFC今治に移籍、第2節カターレ富山戦で先発しJリーグ初出場、71分までプレーした。第22節の鹿児島戦では加入後初のハットトリックを達成。このシーズンは29試合出場9得点を挙げた。
2023年からは背番号10を背負いエースとしてチームを牽引。2024年は序盤から得点を量産し、月間MVPにも8月と11・12月の2回選出された。第36節の鳥取戦では今治加入後3シーズン連続のハットトリックを挙げ5-0での大勝に貢献し、今治はこの試合でJ2昇格が決定した。最終的に36試合の出場で19得点を挙げ、岐阜の藤岡浩介とともに得点王を受賞した。シーズン終了後にはJ3最優秀選手賞とベストイレブンにも選出され、個人3冠を達成した。
2025年J2第3節鳥栖戦で、直接フリーキックでJ2初ゴールを記録し、今治のJ2初勝利に貢献。第8節長崎戦では今治加入後4シーズン連続のハットトリックを挙げた。

## Jリーグでの個人成績
| 国内大会個人成績 | 国内大会個人成績 | 国内大会個人成績 | 国内大会個人成績 | 国内大会個人成績 | 国内大会個人成績 | 国内大会個人成績 | 国内大会個人成績 | 国内大会個人成績 | 国内大会個人成績 | 国内大会個人成績 | 国内大会個人成績 |
| 年度             | クラブ           | 背番号           | リーグ           | リーグ戦         | リーグ戦         | リーグ杯         | リーグ杯         | オープン杯       | オープン杯       | 期間通算         | 期間通算         |
| 年度             | クラブ           | 背番号           | リーグ           | 出場             | 得点             | 出場             | 得点             | 出場             | 得点             | 出場             | 得点             |
| 日本             | 日本             | 日本             | 日本             | リーグ戦         | リーグ戦         | リーグ杯         | リーグ杯         | 天皇杯           | 天皇杯           | 期間通算         | 期間通算         |
| ---------------- | ---------------- | ---------------- | ---------------- | ---------------- | ---------------- | ---------------- | ---------------- | ---------------- | ---------------- | ---------------- | ---------------- |
| 2022             | 今治             | 33               | J3               | 29               | 9                | -                | -                | 0                | 0                | 29               | 9                |
| 2023             | 今治             | 10               | J3               | 35               | 8                | -                | -                | -                | -                | 35               | 8                |
| 2024             | 今治             | 10               | J3               | 36               | 19               | 1                | 0                | 1                | 0                | 38               | 19               |
| 2025             | 今治             | 10               | J2               |                  |                  |                  |                  |                  |                  |                  |                  |
| 通算             | 日本             | 日本             | J3               | 100              | 36               | 1                | 0                | 1                | 0                | 102              | 17               |
| 総通算           | 総通算           | 総通算           | 総通算           | 100              | 36               | 1                | 0                | 1                | 0                | 102              | 36               |

## タイトル

### クラブ
CAトゥバロン
- コパ・サンタカタリーナ（ポルトガル語版）：2017（ポルトガル語版）[1]

### 個人
- 月間ベストゴール（J3）：1回（2022年10・11月）
- J3リーグ 最優秀選手賞：1回（2024年）
- 月間MVP（J3）：2回（2024年8月、11・12月）
- J3リーグ ベストイレブン：2回（2023年、2024年）
- J3リーグ 得点王：1回（2024年）